# Giro de Italia 1965
La 48.ª edición del Giro de Italia se disputó entre el 15 de mayo y el 6 de junio de 1965, con un recorrido de 22 etapas y 4151 km, que el vencedor completó a una velocidad media de 34,270 km/h. La carrera comenzó en San Marino y terminó en Florencia, hecho que sucedía por primera vez en la historia.
Tomaron la salida 100 participantes, de los cuales 81 terminaron la carrera.
Vittorio Adorni se adjudicó la clasificación general de este Giro de Italia con una gran contundencia. Ya en la 6.ª etapa ganó destacado y se hizo con la maglia rosa, y aunque solo la mantuvo por dos días, volvió a recuperarla en la 13.ª etapa, una contrarreloj individual de 50 km, para ya no abandonar el liderato. En la 19.ª etapa, la etapa reina de esta edición, con cuatro puertos de montaña por encima de los 2000 metros, volvió a exhibirse, ganando en solitario y distanciando a todos sus perseguidores en más de tres minutos y medio. Italo Zilioli repitió el segundo puesto de la edición anterior, y en el tercer puesto se situó un joven Felice Gimondi, próximo vencedor de la ronda italiana y que ese mismo año se adjudicaría la victoria en el Tour de Francia.
Franco Bitossi fue el vencedor de la clasificación de la montaña por segundo año consecutivo.

## Equipos participantes
| Equipo   | Jefe de filas    |
| Sanson   | Italo Zilioli    |
| Bianchi  | Romeo Venturelli |
| Filotex  | Franco Bitossi   |
| Flandria | Noël Fore        |
| Ignis    | Franco Cribiori  |

| Equipo     | Jefe de filas         |
| Legnano    | Pier Giacomo Arrigoni |
| Maino      | Marcello Mugnaini     |
| Molteni    | Guido de Rosso        |
| Salvarani  | Vittorio Adorni       |
| Vittadello | Severino Andreoli     |

## Etapas
| Etapa | Recorrido                 | Km       | Ganador             | Líder            |
| 1.ª   | San Marino-Perugia        | 98       | Michele Dancelli    | Michele Dancelli |
| 2.ª   | Perugia-L'Aquila          | 180      | Guido Carlesi       | Carlo Chiappano  |
| 3.ª   | L'Aquila-Rocca di Cambio  | 199      | Luciano Galbo       | Luciano Galbo    |
| 4.ª   | Rocca di Cambio-Benevento | 239      | Adriano Durante     | Albano Negro     |
| 5.ª   | Benevento-Avellino        | 175      | Michele Dancelli    | Albano Negro     |
| 6.ª   | Avellino-Potenza          | 161      | Vittorio Adorni     | Vittorio Adorni  |
| 7.ª   | Potenza-Maratea           | 164      | Luciano Armani      | Vittorio Adorni  |
| 8.ª   | Maratea-Catanzaro         | 103      | Frans Brands        | Bruno Mealli     |
| 9.ª   | Catanzaro-Reggio Calabria | 161      | Adriano Durante     | Bruno Mealli     |
| 10.ª  | Mesina-Palermo            | 260      | Domenico Meldolesi  | Bruno Mealli     |
| 11.ª  | Palermo-Agrigento         | 146      | Guido Carlesi       | Bruno Mealli     |
| 12.ª  | Agrigento-Siracusa        | 230      | Raffaele Marcoli    | Bruno Mealli     |
| 13.ª  | Catania-Taormina          | 50 (CRI) | Vittorio Adorni     | Vittorio Adorni  |
| 14.ª  | Milán-Novi Ligure         | 100      | Danilo Grassi       | Vittorio Adorni  |
| 15.ª  | Novi Ligure-Diano Marina  | 223      | Bruno Mealli        | Vittorio Adorni  |
| 16.ª  | Diano Marina-Turín        | 205      | Aldo Pifferi        | Vittorio Adorni  |
| 17.ª  | Turín-Biandronno          | 163      | Raffaele Marcoli    | Vittorio Adorni  |
| 18.ª  | Biandronno- Saas-Fee      | 178      | Italo Zilioli       | Vittorio Adorni  |
| 19.ª  | Saas-Fee-Madesimo         | 282      | Vittorio Adorni     | Vittorio Adorni  |
| 20.ª  | Madesimo-Paso Stelvio     | 160      | Graziano Battistini | Vittorio Adorni  |
| 21.ª  | Bormio-Brescia            | 179      | Franco Bitossi      | Vittorio Adorni  |
| 22.ª  | Brescia-Florencia         | 295      | René Binggeli       | Vittorio Adorni  |

## Clasificaciones
| \| 1. \| Vittorio Adorni \| Italia \| 121h 08' 16" \| \| 2. \| Italo Zilioli \| Italia \| + 11' 26" \| \| 3. \| Felice Gimondi \| Italia \| + 12' 49" \| \| 4. \| Marcello Mugnaini \| Italia \| + 14' 32" \| \| 5. \| Franco Balmamion \| Italia \| + 15' 09" \| \| 6. \| Vito Taccone \| Italia \| + 15' 33" \| \| 7. \| Franco Bitossi \| Italia \| + 15' 35" \| \| 8. \| Roberto Poggiali \| Italia \| + 19' 22" \| \| 9. \| Imerio Massignan \| Italia \| + 19' 30" \| \| 10. \| Guido de Rosso \| Italia \| + 21' 01" \| |                   |        |              |
| 1. | Vittorio Adorni   | Italia | 121h 08' 16" |
| 2. | Italo Zilioli     | Italia | + 11' 26"    |
| 3. | Felice Gimondi    | Italia | + 12' 49"    |
| 4. | Marcello Mugnaini | Italia | + 14' 32"    |
| 5. | Franco Balmamion  | Italia | + 15' 09"    |
| 6. | Vito Taccone      | Italia | + 15' 33"    |
| 7. | Franco Bitossi    | Italia | + 15' 35"    |
| 8. | Roberto Poggiali  | Italia | + 19' 22"    |
| 9. | Imerio Massignan  | Italia | + 19' 30"    |
| 10. | Guido de Rosso    | Italia | + 21' 01"    |

| \| 1. \| Franco Bitossi \| Italia \| - \| \| 2. \| Vito Taccone \| Italia \| - \| \| 3. \| Vittorio Adorni \| Italia \| - \| |                 |        |   |
| 1. | Franco Bitossi  | Italia | - |
| 2. | Vito Taccone    | Italia | - |
| 3. | Vittorio Adorni | Italia | - |

| \| 1. \| Salvarani \| Italia \| - \| - \| |           |        |   |   |
| 1.                                        | Salvarani | Italia | - | - |